# M56短機関銃
M56は、ユーゴスラビア社会主義連邦共和国で開発された短機関銃である。

## 概要
1950年代中頃、M49短機関銃を更新するために設計された。外見は第二次世界大戦中にナチス・ドイツが開発したMP40とよく似ているが、構造上の類似点は少ない。機関部の設計はM49と同様イタリア製ベレッタ M1938短機関銃に由来する。また、湾曲した7.62x25mmトカレフ弾用の弾倉はM49やソ連邦製PPSh-41短機関銃のものと似ているが互換性はない。
排莢口はPPSh-41と同様に機関部の上にある。リコイルスプリングはイギリス製ステン短機関銃によく似ており、マガジンリリースレバーはソ連邦製PPS43短機関銃と同型だった。機関部下部およびピストルグリップは樹脂製である。機関部下部は寒冷地で温度変化により割れることが多く、これを防ぐために内部に木材が挿入されるようになった。
折畳式銃床はMP40と同型である。倒立式の照門は照準距離を100mと200mに切り替えることができた。機関部右側に設けられたコッキングハンドルは安全装置を兼ね、ひねるとボルトが固定された。着剣装置もMP40とは異なる特徴である。セレクティブファイア機能を備えており、引き金の上にボタン式のセレクタが設けられていた。右に押し込めばフルオート射撃（RAFAL）、左に押し込めばセミオート射撃（JED）となる。
後に9x19mm弾を使用するM65というモデルも設計された。ユーゴスラビア人民軍および国境警備隊では、ザスタバ M70小銃の短縮モデルやM84短機関銃（国産化されたVz 61）で更新された。そのほか、周辺国への輸出も盛んに行われた。
MP40が用いた9x19mmパラベラム弾と比べると、7.62x25mmトカレフ弾は有効射程と貫通力に優れる一方で、ストッピングパワーは多少劣っていた。